# Harmochirus insulanus
Harmochirus insulanus là một loài nhện trong họ Salticidae.
Loài này thuộc chi Harmochirus. Harmochirus insulanus được Kyukichi Kishida miêu tả năm 1914.